# Prostitution en Uruguay
La prostitution en Uruguay a été légiférée en 2002 par le biais de la loi sur le travail du sexe (17.515). La prostitution n'est actuellement pas un sujet de débat.
L'ONUSIDA estime qu'il y a 8 195 prostituées en Uruguay.

## Régulation
La loi uruguayenne no. 17.515 de 2002 - Trabajo Sexual Se Dictan Norma (les normes de travail sexuel sont dictées) - stipule explicitement que le travail du sexe est légal et fournit des réglementations qui doivent être respectées. Elle oblige également le gouvernement à informer les travailleuses du sexe de leurs droits et devoirs, à les soutenir contre l'exploitation et à fournir des informations sur la santé sexuelle.
La loi a créé un registre national confidentiel des travailleuses du sexe. Les travaux du sexe doivent s'inscrire au registre national, ce qui nécessite un contrôle de santé initial et périodique axé sur la prévention, la détection et le traitement des infections sexuellement transmissibles. Le registre donne au travailleur ou à la travailleuse une licence qui est nécessaire pour travailler dans des bordels. L'article 31 de la loi prévoit des sanctions pour la vente de services sexuels sans carte de santé ou si leurs noms ne sont pas inscrits sur le registre.
Les autorités locales peuvent, en consultation avec les professionnel(le)s du sexe, créer des zones locales de travail du sexe. Celles-ci ne doivent pas être à proximité d'établissements d'enseignement et être sensibles aux opinions locales. L'autorité locale peut également fixer les heures de travail et dicter le code vestimentaire et le comportement.
Les bordels et les bars sexuels commerciaux sont autorisés à condition qu'ils aient l'accord de la police locale et qu'ils soient autorisés. Les prestations sexuelles ne peuvent pas être vendues dans les établissements de massage.
La loi a créé une "Commission nationale honoraire pour la protection du travail du sexe" et deux travailleuses du sexe siègent à cette commission.
En 1995, le Banco de Previsión Social (Institut national de sécurité sociale uruguayen) a reconnu le travail du sexe chez les femmes. En 2009, une loi a été adoptée qui reconnaît les hommes et les femmes trans dans le travail du sexe.
La prostitution d'un mineur (personne n'ayant pas atteint l'âge légal du consentement) est interdite et les autorités ont l'obligation de le protéger de l'exploitation sexuelle et de la prostitution.

## Pratique
La prostitution doit être pratiquée dans des lupanars (en Uruguay, ils portent de nombreux noms euphémistes comme «whiskies» ou «casas de masajes»). Habituellement, les bordels utilisent un feu rouge comme repère distinctif ou font des annonces discrètes avec le nom de l'établissement et une phrase suggestive pour attirer les clients.
Pour ouvrir, un bordel doit avoir l'autorisation du gouvernement municipal et de la police d'État et suivre certaines règles dictées par le ministère de la Santé publique. La police et l'administration municipale sont chargées de déterminer dans quelles zones les bordels peuvent exister compte tenu des caractéristiques du lieu. Cependant, les bordels peuvent ne pas fonctionner à proximité des écoles ou des lycées. Les mineurs ne sont pas autorisés à entrer dans les bordels, ou d'effectuer tout type d'activité à l'intérieur. Comme tout établissement commercial, les bordels paient des impôts et ont des obligations en matière de sécurité sociale.
La violation de la loi sur le travail du sexe est passible d'amendes. Le proxénétisme, l'exploitation sexuelle commerciale d'adultes et de mineurs est illégal et sévèrement puni. Le gouvernement organise souvent des campagnes pour persuader les touristes et les résidents de ne pas embaucher ou promouvoir la prostitution des mineurs.
Il y a une présence de prostituées dominicaines en Uruguay qui ont profité d'une politique d'immigration autrefois libérale.

## Organisations
La loi sur le travail sexuel susmentionnée a créé la Comisión Nacional Honoraria de Protección al Trabajo Sexual (Commission nationale honoraire pour la protection du travail sexuel) au sein du ministère de la Santé publique, dont le but est de conseiller le pouvoir exécutif sur cette question, de veiller à l'application de la loi., fournir des conseils aux professionnel(le)s du sexe et promouvoir des cours et des campagnes d'éducation sexuelle sur la question.
Il y avait un syndicat nommé Asociación de Meretrices Profesionales del Uruguay, créé en 1986, qui regroupait environ 1200 travailleuses du sexe affiliées et dont le but était la coopération entre les travailleuses du sexe, la défense de leurs droits, l'organisation d'ateliers et la promotion de la prévention des IST et du VIH. Cependant, il a été dissous début 2015 sous des accusations de corruption de son président et de son vice-président, notamment de détournement de terres données destinées aux femmes infectées par le VIH et de biens donnés aux bénéficiaires.

## Trafic sexuel
L'Uruguay est un pays d'origine, de transit et de destination pour les femmes et les enfants victimes de trafic sexuel. Les femmes et les filles uruguayennes - et dans une mesure plus limitée les adultes transgenres et les adolescents de sexe masculin - sont victimes de trafic sexuel dans le pays. Les femmes uruguayennes et les personnes LGBTI sont contraintes de se prostituer en Espagne, en Italie, en Argentine et au Brésil ; cependant, le nombre de victimes uruguayennes identifiées et exploitées à l'étranger a diminué ces dernières années. Les femmes de la République dominicaine, et dans une moindre mesure des pays d'Amérique du Sud, sont victimes de trafic sexuel en Uruguay. Les autorités uruguayennes ont identifié des citoyens d'autres pays, dont la Chine et la République dominicaine, transitant par l'Uruguay en route vers d'autres destinations, en particulier l'Argentine, comme des victimes potentielles du trafic sexuel.
Le Bureau de surveillance et de lutte contre la traite des personnes du département d'État des États-Unis classe l'Uruguay comme un pays de « niveau 2 ».